# Колекція сучасного церковного мистецтва

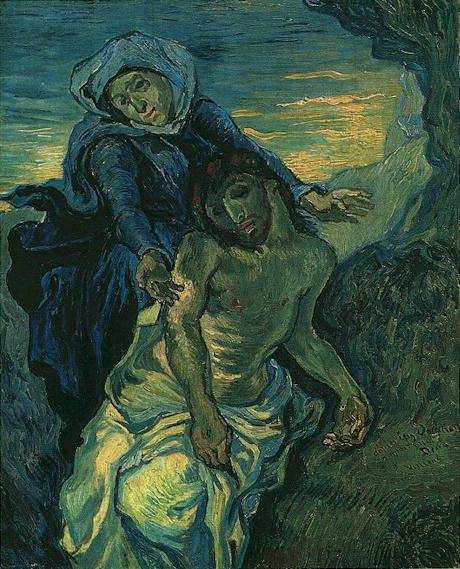
Вінсент Ван Гог. Пієта. 1889

Колекція сучасного релігійного мистецтва (італ. Collezione d'arte religiosa moderna) — відкрита у 1973 р. галерея сучасного релігійного мистецтва у Ватикані. 

## Формування колекції
Колекція виділена зі збірок Ватикану за вказівкою папи Павла VI. Перші 30 картин (1956-1957 рр.)  колекції перебували спочатку в Ватиканській Пінакотеці. Потім частину колекції розмістили в апартаментах Борджіа і Salette Borgia. У 55 залах представлені твори сучасного мистецтва: живопис, скульптура, декоративно-ужиткове мистецтво, графіка, вітражі, подаровані Ватикану вірянами, художниками і колекціонерами. 

### Відомі майстри в колекції
У ранній колекції знаходилися твори Ель Греко, Сімоне Мартіні, Тосі, Манчіні та ін. Фонди колекції включають близько 800 творів художників з усього світу, серед яких: Огюст Роден, Анрі Матісс (Мадонна з дитиною), Вінсент Ван Гог (Пієта), Моріс Дені, Сальвадор Далі, Клеє Пауль, Ернст Барлі, Макс Бекман, Марк Шагал (Христос і художник), Отто Дікс, Оскар Кокошка, Пабло Пікассо, Хосе Давид Сікейрос, Редон Оділон, Моріс Утрилло, Василь Кандинський, Жорж Брак, Амедео Модільяні, Ренато Гуттузо, Джакомо Балла, Бернар Бюффе, Джорджо де Кіріко, Джорджо Моранді, Жорж Руо (Осінь в Назареті), Едуардо Чільіда, Френсіс Бекон, Джакомо Манцу, Альфред Манеса та ін.